# إبراهيم بن رضوان السلجوقي
إبراهيم بن رضوان بن السلطان تاج الدولة تتش بن ألب أرسلان السلجوقي، ولقبه شمس الملوك أبو نصر صاحب نصيبين، وهو بن صاحب حلب ولد سنة 503 هـ ومات أبوه وهو صبي. ثم أقبل معه صاحب الحلة دبيس وبغدوين الفرنجي محاصرين لحلب في سنة 518 هـ، وجرت أمور، ثم إنه تملك في سنة 521 هـ حلب. وفرحوا به، فأقبل صاحب أنطاكية، فنازل حلب، فترددت الرسل في صلح وهدنة، فعقدت هدنة فيها وهن على أهل حلب وحمل ذهب في العام، ثم بعد مدة أخذ الأتابك زنكي من شمس الملوك حلب. وأعطاه نصيبين، فما زال بها إلى أن مات في شعبان سنة 552 هـ.